# Ängsö, Nagu
Ängsö med Tregrunden och Lånholm är en ö i Finland. Den ligger i Nagu i Skärgårdshavet i Pargas stad i den ekonomiska regionen  Åboland i landskapet Egentliga Finland, i den sydvästra delen av landet. Ön ligger 14 kilometer sydväst om Nagu kyrka, 47 kilometer sydväst om Åbo och omkring 180 kilometer väster om Helsingfors. Förbindelsebåten M/S Cheri trafikerar Ängsö, Nagu.
Öns area är 2,53 kvadratkilometer och dess största längd är 2,8 kilometer i sydväst-nordöstlig riktning.

## Sammansmälta delöar
- Ängsö 60°06′33″N 21°43′39″Ö / 60.10924°N 21.72756°Ö
- Tregrunden 60°06′25″N 21°44′06″Ö / 60.10704°N 21.73506°Ö
- Lånholm 60°07′08″N 21°44′34″Ö / 60.1189°N 21.7428°Ö